# David Castillo Buïls
David Castillo Buïls (Barcelona, 1961) es un poeta, escritor y crítico literario español en lengua catalana.

## Biografía
Comenzó a destacar como poeta en la década de los setenta del pasado siglo en publicaciones clandestinas y contraculturales, a pesar de que su primera obra publicada, era toda una declaración de principios, fue una biografía de Bob Dylan, el año 1992. Tres años antes había hecho una antología en Ser del segle de las principales voces de la generación de los 80. Le siguieron una serie de poemarios entre los que destaca Game over, que obtuvo el premio Carles Riba. A continuación inició una etapa como prosista con novelas como El cielo del infierno y Sin mirar atrás, traducidas por Anagrama, con buenos resultados entre crítica y lectores. La primera obtuvo el premio Crexells a la mejor novela catalana de 1999. La segunda, el premio Sant Jordi de 2001. Ha obtenido tres premios Atlántida de periodismo y a una antología de su obra poética en italiano se le otorgó el premio Internacional Tratti al mejor poeta extranjero. Ha sido organizador de diferentes ciclos poéticos y fundador y director de la Semana de Poesía de Barcelona desde 1997.
Por otro lado, publica artículos y reseñas literarias desde sus inicios en las principales revistas y diarios de España. Desde 1989 dirige el suplemento de cultura del periódico El Punt Avui. Fue director durante 8 años de la revista Lletra de canvi y ha sido 5 años profesor de la Universidad Autónoma de Barcelona. Con el joven poeta Marc Sardà publicó el libro biográfico Conversaciones con Pepín Bello, que tuvo una gran repercusión crítica.

## Obra

### Biografías
- 1992 Bob Dylan[2]
- 2007 Conversaciones con José "Pepín" Bello, con Marc Sardá[3]
- 2008 Bcn Rock, con fotografías de Ferran Sendra[4]

### Poesía
- 1993 La muntanya russa
- 1994 Tenebra
- 1997 Poble Nou flash back
- 1998 Game over
- 2000 El pont de Mühlberg
- 2000 Seguint l'huracà
- 2001 Bandera negra. Antología personal
- 2001 En tierra de nadie. Poesía 1980-2000
- 2005 Menta i altres poemes
- 2005 Downtown[5]
- 2006 Esquena nua
- 2011 Doble zero

### Novela
- 1999 El cielo del inferno
- 2002 Sin mirar atrás
- 2010 El llibre dels mals catalans : burocràcia sentimental sobre la noció del temps[6]
- 2010 El mar de la tranquil·litat
- 2014 Barcelona no existeix

## Premios
- 1987 Premio Atlántida mejor revista cultural para "El temps"
- 1990 Premio Atlàntida mejor suplemento cultural diario 'Avui'
- 1997 Carles Riba por Game over
- 1999 Joan Crexells para El cielo del infierno
- 2001 Sant Jordi para Sin mirar atrás
- 2005 Premio Atlántida mejor articulista en lengua catalana
- 2006 Premio Cadaqués al mejor poemario del año para Esquena nua
- 2006 Premio Internacional Tratti para Il presente abandonatto
- 2010 Premio Atlántida al mejor suplemento cultural El Punt Avui